# Гай Фурий Пацил Фуз
Гай Фу́рий Паци́л Фуз (лат. Gaius Furius Pacilus Fusus; умер после 426 года до н. э.) — римский политический деятель из патрицианского рода Фуриев, консул 441 года до н. э.

## Биография
Гай Фурий был избран консулом вместе с Манием Папирием Крассом. По словам Тита Ливия, при этих магистратах не велись никакие войны. 
В 435 году до н. э. Гай Фурий стал цензором (совместно с Марком Геганием Мацерином). Он и его коллега впервые провели перепись населения в только что построенном общественном здании на Марсовом поле.
В 426 году Гай Фурий был одним из четырёх военных трибунов с консульской властью. Вместе с двумя своими коллегами, Титом Квинкцием Пеном Цинциннатом и Марком Постумием Альбином Регилленом, — он предпринял поход на Вейи, закончившийся поражением из-за многоначалия. В результате римлянам пришлось выбирать диктатора.
Предположительно сыном Пацила Фуза был Гай Фурий Пацил, консул 412 года до н. э.